# Hoogeveen
Hoogeveen este o comună și o localitate în provincia Drenthe, Țările de Jos. 

## Localități componente
Elim, Fluitenberg, Hoogeveen, Noordscheschut, Hollandscheveld, Nieuw Moscou, Nieuweroord, Nieuwlande, Pesse, Stuifzand, Tiendeveen.

## Personalități
- Harry Tupan (n. 1958), curator și istoric de artă, director general al Muzeului Drents